# Mashallah Abdullayev
Mashallah Abdullayev (Kəpənəkçi, Distretto di Goranboy, 27 maggio 1950 – 26 ottobre 2022) è stato un militare, insegnante e politico azero. Fu proclamato Eroe nazionale dell'Azerbaigian.

## Biografia
Dopo aver lavorato presso l'impianto di alluminio di Sumgayit, fu chiamato per il servizio militare nel 1969. Prestò servizio nella città di Kerch e tornò a Baku dopo aver lasciato l'esercito nel 1971. Iniziò quindi a lavorare alla Baku Oil Rigs. Conseguì la laurea all'Università tecnica dell'Azerbaigian e per qualche tempo fu insegnante di educazione fisica nelle scuole.
Gli armeni che vivevano a Garachinar, Manash, Erkach e Buzlug iniziarono ad attaccare i villaggi di Zeyva e Todan abitati dagli azeri, per bruciare le loro case e prendere in ostaggio i residenti. Abdullayev istituì le prime unità di autodifesa, riunendole quindi in un battaglione. Prese parte attiva nella difesa dell'ex Shaumyan (l'attuale Aghjakand) dagli invasori. Abdullayev fu promosso al grado di maggiore.
Fu eletto Deputato dell'Alto Consiglio della Repubblica (Assemblea Nazionale).
Abdullayev è morto nel 2022, lasciando la moglie e un figlio.